# Kabei, notre mère
Pour plus de détails, voir Fiche technique et Distribution.
Kabei, notre mère (母べえ, Kābē) est un film japonais réalisé par Yōji Yamada, sorti en 2008.

## Synopsis
En 1940, le père de la paisible famille Nogami est accusé de communisme.

## Fiche technique
- Titre : Kabei, notre mère
- Titre original : 母べえ (Kābē?)
- Réalisation : Yōji Yamada
- Scénario : Yōji Yamada et Emiko Hiramatsu, d'après la biographie de Teruyo Nogami
- Musique : Isao Tomita
- Photographie : Mutsuo Naganuma
- Montage : Iwao Ishii
- Production : Hiroshi Fukazawa et Takashi Yajima
- Société de production : Asahi Broadcasting Corporation, Eisei Gekijo, Hakuhodo DY Media Partners, Nagoya Broadcasting Network, Nippon Shuppan Hanbai, Shōchiku, Sumitomo Corporation, TV Asahi, Yomiuri shinbun, Tokyo FM Broadcasting et Yahoo! Japan
- Pays d'origine :  Japon
- Langue originale : japonais
- Format : couleur - 1,85:1 - 35 mm
- Genre : drame
- Durée : 132 minutes[1]
- Dates de sortie : 
  - Japon : 26 janvier 2008[1]

## Distribution
- Tadanobu Asano : Tōru Yamazaki
- Mirai Shida : Hatsuko Nogami
- Chieko Baishō : Hatsuko Nogami adulte
- Keiko Toda : Teruyo Nogami adulte
- Rei Dan : Hisako
- Sayuri Yoshinaga : Kayo Nogami
- Mizuho Suzuki : Hajime Nikaido
- Tsurube Shōfukutei : Senkichi Fujioka
- Mitsugorō Bandō X : Shigeru Tobei
- Miku Satō : Teruyo Nogami
- Daisuke Gōri : l'homme qui parle à Tōru

## Distinctions
Le film a été présenté en sélection officielle en compétition lors de Berlinale 2008.